# Nuestra Belleza México 2004
Nuestra Belleza México 2004 fue la 11.ª edición del certamen Nuestra Belleza México la cual se realizó en el Teatro Tangamanga de la ciudad de San Luis Potosí, San Luis Potosí el domingo 10 de septiembre de 2004. Veinticinco candidatas de toda la República Mexicana compitieron por el título nacional, el cual fue ganado por Laura Elizondo de Tamaulipas quien compitió en Miss Universo 2005 en Tailandia logrando colocarse como 3.ª Finalista. Elizondo fue coronada por la Nuestra Belleza México saliente Rosalva Luna convirtiéndose en la tercera tamaulipeca en ir a Miss Universo.
El título de Nuestra Belleza Mundo México 2004 fue ganado por Dafne Molina del Distrito Federal quien compitió en Miss Mundo 2005 en China logrando colocarse como 1.ª Finalista y obtener la corona como Miss Mundo Américas. Molina fue coronada por la Nuestra Belleza Mundo México saliente Yessica Ramírez, convirtiéndose en la cuarta capitalina en ir a Miss Mundo.
Este año se reafirma el concepto de Mujer Integral que promueve Nuestra Belleza México, al instituir 5 reconocimientos especiales: Nuestra Modelo, Nuestro Talento, Nuestra Belleza Internet (después denominado "Las Reinas Eligen"), Nuestra Belleza en Forma y Reconocimiento Académico, los cuales reconocen el desempeño de las participantes dentro del certamen y les otorgan el pase automático al grupo de semifinalistas.
El Reconocimiento "Corona al Mérito" fue para Vanessa Guzmán Nuestra Belleza México 1995 y Señorita América Internacional 1996 por su destacada trayectoria como actriz de televisión.

## Resultados
| Posición                          | Candidata |
| Nuestra Belleza México 2004       | - Tamaulipas - Laura Elizondo |
| Nuestra Belleza Mundo México 2004 | - Distrito Federal - Dafne Molina Δ |
| 1.ª Finalista                     | - Nuevo León - Ana Paola de la Parra Δ |
| 2.ª Finalista                     | - Jalisco - Gabriela Vázquez |
| 3.ª Finalista                     | - Coahuila - Melissa Cantú |
| Top 10                            | - Chihuahua - Elsa Salgado Δ - Guerrero - Priscila Avellaneda - Michoacán - Elizabeth Cortés - San Luis Potosí - Ana Sofía Escobosa Δ - Veracruz - Melina Rivera |
| Top 20                            | - Baja California - Bianca Avilez - Baja California Sur - Beatriz Castro - Campeche - María Beatriz Ortegón - Campeche - Samantha Juárez - Durango - Vanessa Zaldívar - Guanajuato - Paulina Hurtado - Jalisco - Joanna Rivera - Nayarit - Paulina Pérez - Sinaloa - Lucía Aragón § - Sonora - Carolina Karam |

- § Votada por el público vía internet para completar el cuadro de 15 semifinalistas..
- Δ Ganadoras de los Fast-track que otorgan el pase directo al cuadro de 15 semifinalistas.

### Semifinal
Por segundo año consecutivo, la competencia preliminar fue realizada en el programa "Hoy" unos días antes de la competencia final. Previo al final del evento, todas las candidatas compitieron en traje de baño y expresión corporal como parte de la selección de las 15 candidatas quienes completarían el top 20 (ya que 5 candidatas tuvieron el pase directo al Top 20 por ganar alguno de los 5 premios otorgados por la Organización en base a su desempeño durante el periodo de concentración previo al evento final). El nombre de las 15 concursantes que formaron parte del Top 20 fue revelado al final de la competencia semifinal, estás 20 semifinalistas viajaron al estado sede para la competencia final. La conducción del evento estuvo a cargo de Andrea Legarreta y Ernesto Laguardia.

#### Jurado Preliminar
Estos son los miembros del jurado preliminar, que eligieron a las 15 semifinalistas que completarían el Top 20 durante la competencia semifinal, luego de ver a las candidatas en pasarela:
- Anna Fusoni - Gerente de moda
- Blanca Estela Sánchez - Diseñadora de moda
- Elvia Zárate - Psicóloga
- Fefi Mauri - Directora de una agencia de modelos
- Sarah Bustani - Diseñadora de moda
- Vanessa Guzmán - Nuestra Belleza México 1995 y actriz de televisión
- Adriana César - Jurado coordinador de Nuestra Belleza México

### Final
La gala final fue transmitida en vivo a través del Canal de las Estrellas para todo México desde el Teatro Tangamanga de la ciudad de San Luis Potosí, San Luis Potosí el domingo 10 de septiembre de 2004. La conducción del evento estuvo a cargo de Silvia Salgado y Ernesto Laguardia.
- Las 20 semifinalistas desfilaron en una ronda de autopresentación, donde salieron de la competencia 10 de ellas.
- Las 10 semifinalistas desfilaron en traje de baño y vestido de noche, posteriormente 5 de ellas fueron eliminadas.
- Las 5 finalistas se sometieron a una pregunta final y posteriormente dieron una última pasarela, donde el panel de jueces consideró la impresión general que dejó cada una de las finalistas para votar y definir posiciones finales.

#### Jurado Final
Estos son los miembros del jurado que evaluaron a las concursantes:
- Lloyd Phillips - Productor de televisión
- Adrián Sánchez - Diseñador de moda
- Anna Roth - Gerente de producción
- Carlos Latapi - Fotógrafo
- Mario de la Reguera - Reportero de entretenimiento
- Liliana Abud - Escritora
- Reynaldo López - Productor de televisión
- Pilar Miranda - Gerente Comercial de Fuller Cosmetics
- Pedro Damián - Productor de televisión
- Sergio Mayer - Actor de televisión

#### Entretenimiento
- Intermedio: Aleks Syntek
- Intermedio: Luis Fonsi

### Premios Especiales
| Premio                         | Candidata                                     |
| Nuestra Belleza Fotogenia      | - Veracruz - Melina Rivera                    |
| Nuestra Belleza Simpatía       | - Sonora - Carolina Karam                     |
| Nuestra Modelo                 | - Distrito Federal - Dafne Molina             |
| Nuestro Talento                | - San Luis Potosí - Ana Sofía Escobosa        |
| Nuestra Belleza Internet       | - Sinaloa - Lucía Aragón                      |
| Nuestra Belleza en Forma       | - Chihuahua - Elsa Salgado                    |
| Premio Académico               | - Nuevo León - Ana Paola de la Parra          |
| Reina de Belleza Fuller        | - Tamaulipas - Laura Elizondo                 |
| Mejor Cabello Palmolive Optims | - Distrito Federal - Dafne Molina             |
| Mejor Traje Típico             | - Yucatán - "Equinoccio, Serpiente de la Luz" |

## Candidatas
| Estado              | Candidata                            | Edad | Estatura | Residencia       |
| Aguascalientes      | Yolanda Carolina Berumen Ramírez     | 22   | 1.72     | Aguascalientes   |
| Baja California     | Bianca Grisel Avilez Urias           | 21   | 1.71     | Tijuana          |
| Baja California Sur | Beatriz Castro Barraza               | 18   | 1.77     | La Paz           |
| Campeche            | María Beatriz Ortegón Baqueiro       | 19   | 1.75     | Campeche         |
| Campeche            | Samantha Juárez Rodríguez de la Gala | 21   | 1.70     | Campeche         |
| Chihuahua           | Elsa Cristina Salgado Quiñones       | 22   | 1.78     | Chihuahua        |
| Coahuila            | Melissa Cantú Rosales                | 22   | 1.75     | Torreón          |
| Distrito Federal    | Dafne Molina Lona                    | 22   | 1.78     | Ciudad de México |
| Durango             | Vanessa Zaldívar Pérez-Arellano      | 23   | 1.77     | Durango          |
| Guanajuato          | Ana Paulina Hurtado Castro           | 22   | 1.76     | León             |
| Guerrero            | Priscila Avellaneda Padilla          | 21   | 1.73     | Acapulco         |
| Jalisco             | Joanna Rivera Sibson                 | 23   | 1.70     | Zapopan          |
| Jalisco             | Gabriela Vázquez Patrón              | 21   | 1.83     | Guadalajara      |
| Michoacán           | Elizabeth Cortez Orozco              | 18   | 1.69     | Apatzingán       |
| Nayarit             | Paulina Pérez Parra                  | 20   | 1.69     | Tepic            |
| Nuevo León          | Ana Paola de la Parra Goldbaum       | 20   | 1.75     | Monterrey        |
| Puebla              | María Vanessa Polo Cajica            | 19   | 1.76     | Puebla           |
| San Luis Potosí     | Ana Sofía Escobosa González          | 20   | 1.78     | San Luis Potosí  |
| Sinaloa             | Emma Lucía Aragón Sánchez            | 22   | 1.72     | Culiacán         |
| Sonora              | Carolina Karam Báez                  | 21   | 1.72     | Huatabampo       |
| Sonora              | Alexia Vázquez Verdugo               | 21   | 1.74     | Hermosillo       |
| Tamaulipas          | Laura Elizondo Erhard                | 21   | 1.73     | Tampico          |
| Veracruz            | Melina Rivera Robert                 | 20   | 1.68     | Veracruz         |
| Yucatán             | María Esther Molina Fuente           | 22   | 1.75     | Mérida           |
| Zacatecas           | Diana Cristina Escamilla González    | 22   | 1.73     | Zacatecas        |

## Sobre los Estados en Nuestra Belleza México 2004

### Estados designados a la competencia
- Campeche - Samantha Juárez
- Jalisco - Gabriela Vázquez
- Sonora - Alexia Vázquez

### Estados que se retiran de la competencia
| - Colima - Estado de México - Morelos | - Querétaro - Quintana Roo - Tlaxcala |

### Estados que regresan a la competencia
- Compitieron por última vez en 2002:
  -  Campeche
  -  Coahuila
  -  San Luis Potosí

## Crossovers
| Miss Universo - 2005: Tamaulipas - Laura Elizondo (3ª Finalista) Miss Mundo - 2005: Distrito Federal - Dafne Molina (1ª Finalista) Miss Global Beauty Queen - 2005: Sinaloa - Lucía Aragón | Nuestra Belleza Campeche - 2004: Campeche - Samantha Juárez (1ª Finalista) Nuestra Belleza Jalisco - 2004: Jalisco - Gabriela Vázquez (1ª Finalista) Nuestra Belleza Sonora - 2004: Sonora - Alexia Vázquez (1ª Finalista) |